# Prohemerobius chrysea
Prohemerobius chrysea là một loài côn trùng trong họ Prohemerobiidae thuộc bộ Neuroptera. Loài này được Geinitz miêu tả năm 1880.